# District militaire de Humboldt
Au cours de la guerre de Sécession, la réorganisation de l'armée crée le département du Pacifique le 15 janvier 1861. Le 12 décembre 1861, le district de Humboldt est créé, comprenant les comtés de Sonoma, Napa, Mendocino, Trinity, Humboldt, Klamath, et Del Norte, en Californie du Nord. Le quartier-général du district au fort Humboldt, situé sur un promontoire au-dessus de la partie centrale de la baie de Humboldt au sud d'Eureka, en Californie, qui est maintenant un parc historique d'État de Californie situé dans la ville d'Eureka. Les efforts du district sont dirigés vers la poursuite de la guerre de Bald Hills contre les Amérindiens dans la zone côtière au nord du grand district. Une paix est obtenue en août 1864.

## Commandants
- Colonel Francis J. Lippitt, 9 janvier 1862 - 13 juillet 1863.
- Lieutenant-colonel Stephen G. Whipple, 13 juillet 1863 - février 1864.
- Colonel Henry M. Black, 8 février 1864 - juin 1864.
- Lieutenant-colonel Stephen G. Whipple, juin 1864 - 27 juillet 1865.

Le 27 juillet 1865, la division militaire du Pacifique est créée, composé des départements de Californie et du Columbia. Le district de Humboldt est absorbé par le département de Californie.

## Postes du district militaire de Humboldt
| Nom                        | Date       | Notes & observations |
| -------------------------- | ---------- | --- |
| Fort Humboldt              | 1853–1867  | [ 3 ] |
| Fort Bragg                 | 1857-1864  | [ 4 ] |
| Fort Ter-Waw               | 1857-1862  | [ 5 ] |
| Camp à Janes Farm          | 1858-1862  | plus tard camp Curtis |
| Camp Curtis                | 1862-1865  | anciennement camp à Janes Farm |
| Camp à Pardee's Ranch      | 1858-1865  | [ 6 ] |
| Fort Gaston                | 1859–1892  | [ 7 ] |
| Fort Seward                | 1861–1862  | [ 8 ] |
| Fort Wright                | 1862–1875  | [ 9 ] |
| Camp Anderson              | 1862, 1864 | [ 10 ] |
| Fort Baker                 | 1862-1863  | Situé à 23 milles (37,014912 km) à l'est de Hydesville sur la rivière Van Duzen à la confluence de la rivière Eel. Remplacé par le fort Iaqua. |
| Camp Liscom Hill           | 1862       | , |
| Daley's Ferry Post         | 1862       | [ 14 ] |
| Elk Camp                   | 1862       | [ 15 ] |
| Camp Lincoln               | 1862–1869  | [réf. nécessaire] |
| Camp Lippett               | 1862       | [réf. nécessaire] |
| Fort Lyon                  | 1862       | [réf. nécessaire] |
| Camp Redwood               | 1862       | [réf. nécessaire] |
| Reed's Ranch Post          | 1862, 1864 | [ 16 ] |
| Camp Olney                 | 1862       | , |
| Camp Grant                 | 1863–1865  | [réf. nécessaire] |
| Fort Iaqua                 | 1863–1866  | [ 19 ] |
| Gold Bluffs Post           | 1863-1864  | near Orick. |
| Trinidad Camp              | 1863       | [réf. nécessaire] |
| Camp Gilmore               | 1863-1864  | Situé à quatre miles au nord de Trinidad pour protéger la route du courrier.                                                                   |
| Camp à Forks of the Salmon | 1864       | [ 22 ] |
| Camp à Martin's Ferry      | 1864       | [ 23 ] |
| Camp Boynton Prairie       | 1864       | [ 24 ] |
| Camp Burnt Ranch           | 1864       | [ 25 ] |
| Camp Mattole               | 1864       | [ 26 ] |